# Kapela Krista Kralja u Glavnici Gornjoj
Kapela Krista Kralja katolička je kapela koja se nalazi u zagrebačkoj četvrti Sesvete u naselju Glavnica Gornja. Crkva se nalazi na vrhu brežuljka uz Glavnicu Gornju. Njena je gradnja započela 1936. godine, a završena je krajem 1937. ili početkom 1938. godine. U Drugom svjetskom ratu crkva je bila oštećena, a nakon rata je obnovljena.

## Galerija
- Bočno pročelje
- Stražnje pročelje
- Unutrašnjost kapele
- Oltar